# Giv dig lov til orlov
Giv dig lov til orlov er en dansk undervisningsfilm fra 1993.

## Handling
De nye orlovsordninger kan give mange mennesker nye uddannelsesmuligheder, og programmet beskriver de mange muligheder som voksne har for at vide og oplysning til brug i arbejdslivet, i fritidslivet, i samfundslivet og i familielivet. Interviews med voksne der har deltaget i forskellige former for uddannelse. Blandt andet præsenteres "Ørnsøcentret" Silkeborg.